# Autorretrato (Luisa Grace Bartolini)

Autorretrato é uma pintura de artista britânica Louisa Grace Bartolini conservado na prestigiosa Galeria dos Autorretratos da Galeria Uffizi, em Florença. Constitui-se num testemunho eloquente da inserção feminina no universo das artes no século XIX, bem como uma afirmação da sensibilidade romântica que atravessa sua produção pictórica e literária.

## Descrição e Contexto
O autorretrato de Louisa Grace Bartolini pode ser lido como a cristalização visual da imagem que Giosuè Carducci perpetuou da artista — a “Virgem de Ossian”, uma figura entre o etéreo e o heroico, entre a introspecção romântica e a firmeza de caráter. A descrição que Carducci nos legou — “cor clara, quase perolada, expressão vaga refletida pelos tons castanhos do cabelo espesso e solenidade pelo esplendor contemplativo dos olhos negros” — encontra no retrato uma representação quase literal, em que a fisionomia idealizada dialoga com o mito céltico e a aura espiritualizante tão cara à sensibilidade oitocentista.
Ela se apresenta em pose relaxada, na companhia de sua amada cadela Lalla, mais tarde imortalizada como inspiração para o cachorrinho Flush, de Elizabeth Barrett Browning, enquanto à direita se vislumbra um esboço de um retrato, presumivelmente de seu pai, declarando seu grande afeto. Sabemos que ela praticou desenho e pintura com mestres ilustres, o que é atestado pelas cartas que demonstram uma longa familiaridade com o ambiente artístico florentino e toscano.
Este autorretrato não é apenas um testemunho do rosto de uma artista; é um ato de afirmação estética, cultural e espiritual. Nele, Louisa Grace Bartolini se apresenta como mulher, artista, intelectual, estrangeira e patriota — categorias que raramente coexistiam no imaginário do século XIX. A composição serena, mas cheia de alusões simbólicas, constrói uma narrativa visual que conjuga beleza, introspecção, intelectualidade e afetividade, atributos que constituem o cerne da sensibilidade romântica, sobretudo quando encarnada no feminino.